# Église Saint-Sylvestre de Villerach
Pour les articles homonymes, voir église Saint-Sylvestre.
L'église Saint-Sylvestre de Villerach est une église en partie romane située dans le hameau de Villerach, sur la commune de Clara, dans le département français des Pyrénées-Orientales.

## Situation
La chapelle, entourée au nord, à l'est et au sud par le cimetière, se situe à l'est du noyau ancien de Villerach.

## Histoire
Le territoire de Villerach est mentionné pour la première fois 1173, et l'église n'apparaît qu'en 1348.
Son vocable d'origine est le Sauveur, il change pour Saint-Sylvestre au XVIe siècle. Il s'agit de la seule église du diocèse de Perpignan portant cette dédicace.

## Architecture
L'édifice, de style roman, ne peut être daté avec certitude. Il comporte une nef unique charpentée, reposant sur deux arcs diaphragmes, terminée par une abside semi-circulaire. Un portail s'ouvre dans le mur méridional, et est surmonté d'une fenêtre désormais aveugle.
La nef a conservé sa structure romane, mais la partie orientale, dont l'abside, a été remaniée ou reconstruite à une époque postérieure.
Un clocher-mur à deux baies s'élève sur le pignon ouest de la chapelle.

## Photographies

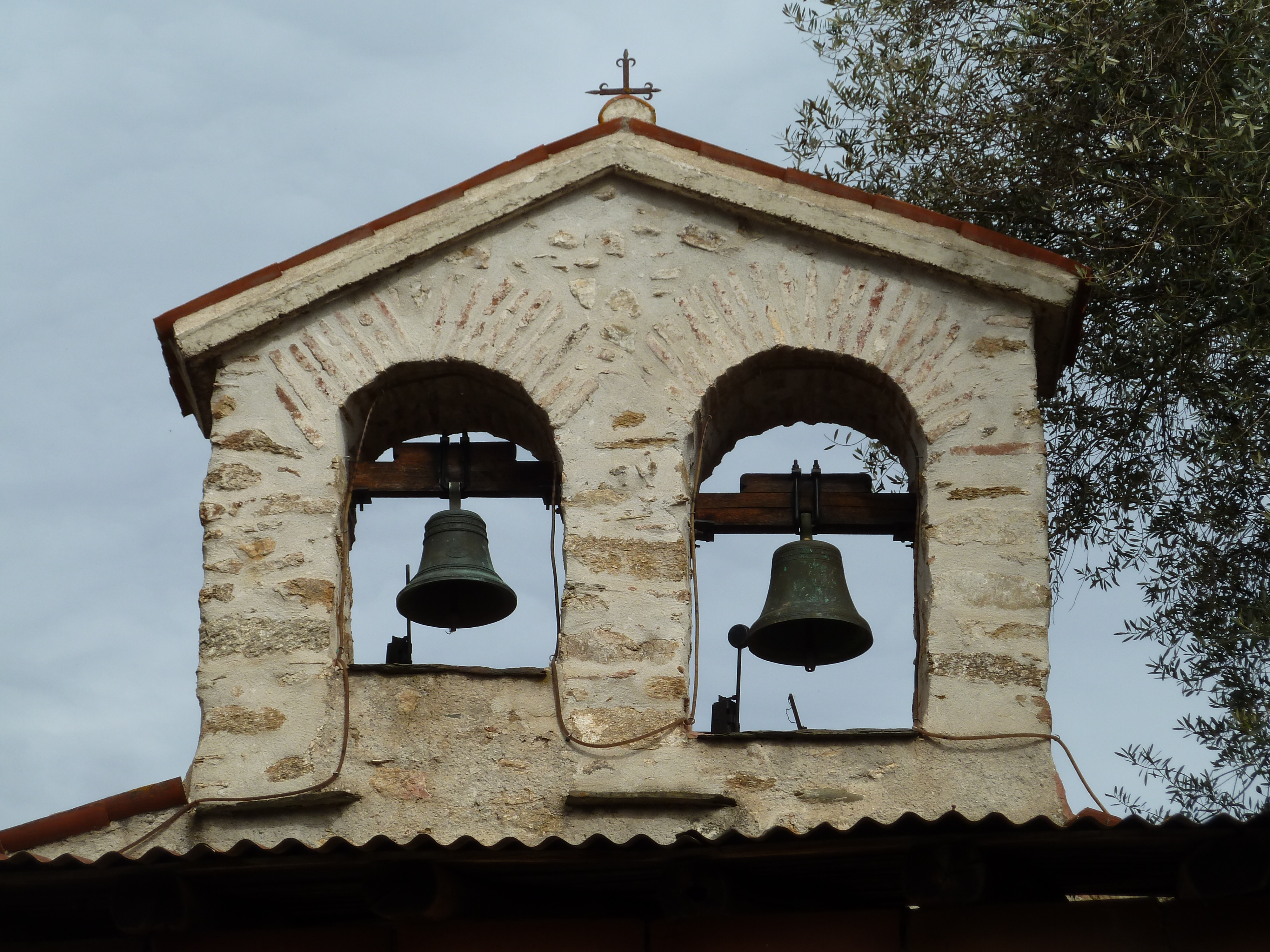
Clocher à l'ouest
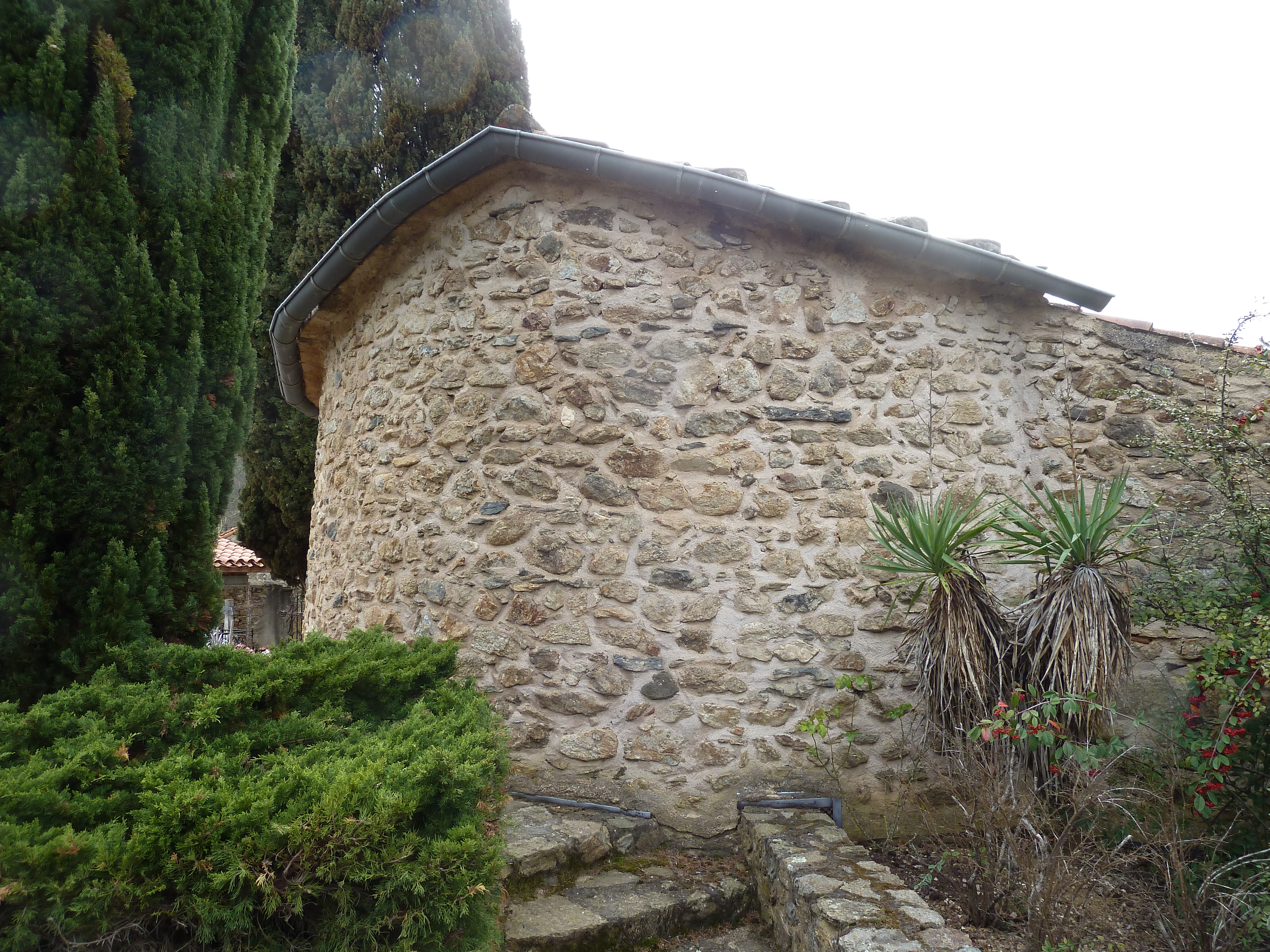
Abside à l'est
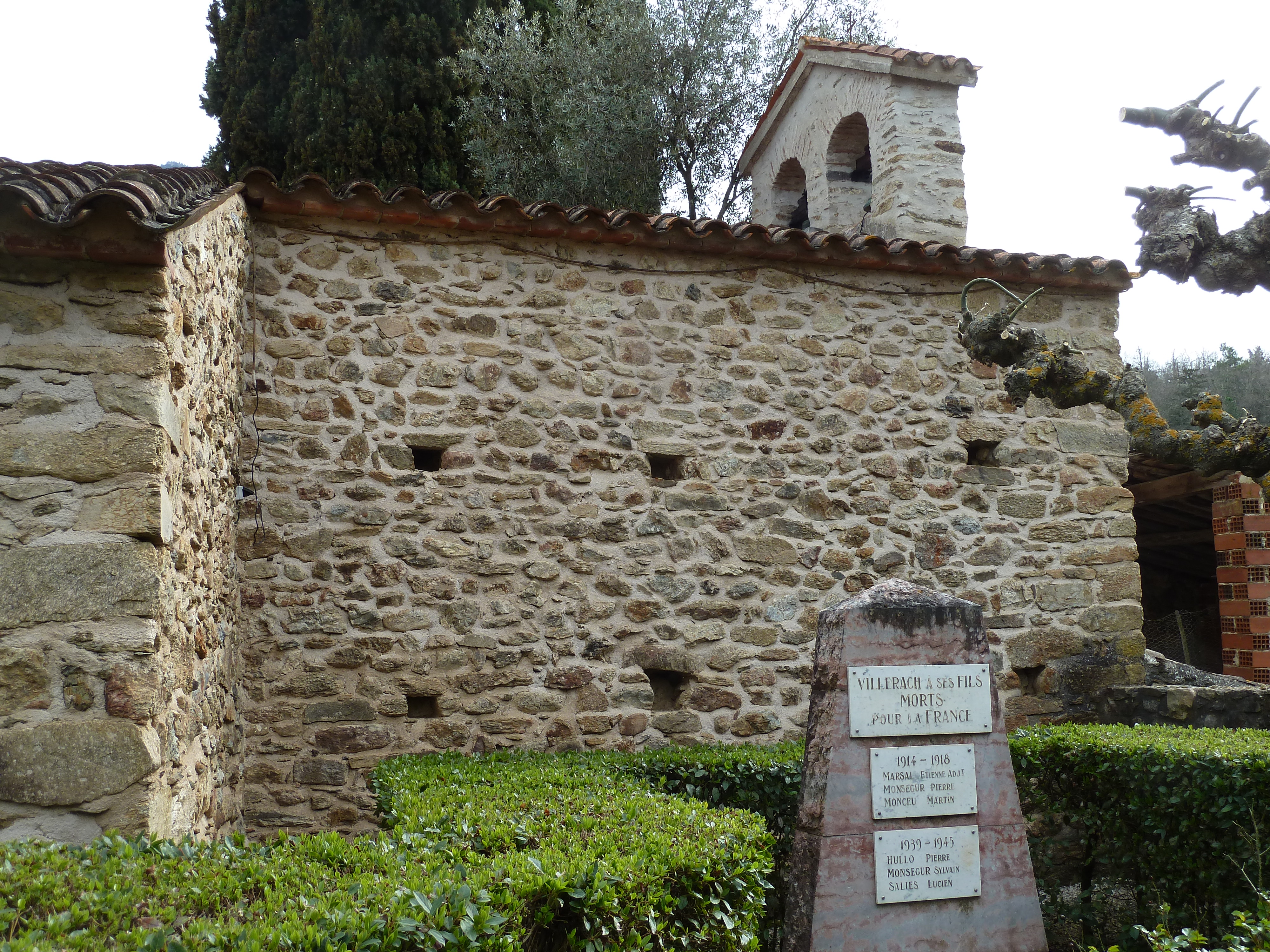
Côté nord de la nef
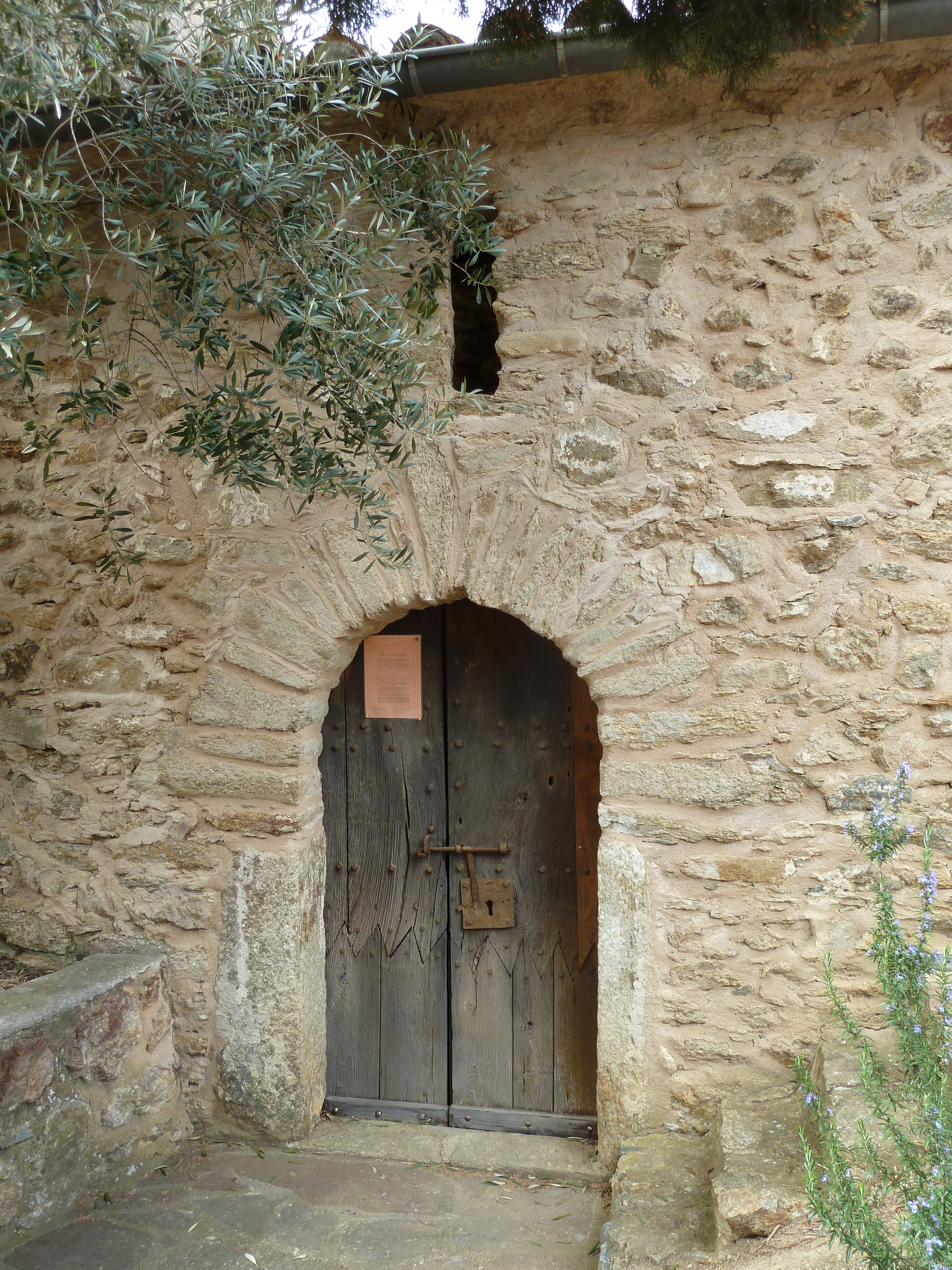
Portail au sud